# Владимир Черкез
Владимир Черкез (Сарајево, 26. новембар 1923— 9. новембар 1990) био је песник, романописац, драмски писац, писац за децу.

## Биографија
Четири разреда гимназије и три разреда Средње техничке школе завршио је у Сарајеву (1934–1941). Године 1938. примљен је у СКОЈ, а у јесен 1941. затворен је и одведен у логор Јасеновац, па у Стару Градишку, гдје остаје до краја 1942. године. У првој половини 1943. одлази у партизане, те након рата, до 1947. године, остаје у ЈНА.
Од 1947. до 1952. радио је у листу Ослобођење и био уредник књижевних часописа Зора и Живот. Од 1971. је саветник Скупштине СР БиХ. Прву песму Браниоцима Барцелоне објавио је 1939. у листу Снага. У партизанским билтенима и листовима јављао се песмама и актовкама. Након рата бавио се књижевним и публицистичким радом те објављивао у Стварању, Републици, Животу, Књижевности, Колу, Делу, Летопису Матице српске, Могућностима, Мосту, Књижевним новинама, Ођеку, Форуму и др. Један је од најплоднијих писаца у БиХ. Писао је љубавну и родољубну лирику, наставио естрадним и револуционарним песничким исповедима, те додирнуо и неке проблеме свакодневнице. Објавио је више књига жанровске прозе за децу и омладину с темама из рата. Аутор је више поучних књижица за децу. Писао је и драме, а неке су и извођене. Његове су песме уврштене у више антологија светске поезије. Преводио је руску лирику, од Пушкина до савременика. Бавио се и сликарством, а трипут је самостално излагао у Сарајеву (1964, 1965, и 1966. године).
Умро је 9. новембра 1990. године.

## Награде
- Награду Друштва писаца БиХ за роман Сунце у диму (1959)
- Награду Фестивала Курирчек (1967. и 1976)
- Награду 4. јул за књигу поема Сунчана земља (1976)